# Kindernet
Kindernet war ein niederländischer Fernsehsender, der von 1988 bis 2002 und von 2011 bis 2013 in den Niederlanden ausgestrahlt wurde. 
Kindernet sendete erstmals von 1988 bis 2002. Am 1. September 2002 wurde er zu Nickelodeon Nederland, bei dem der Name Kindernet noch bis zum 31. Dezember 2004 für ein Programmfenster verwendet wurde. 
Am 4. April 2011 ging Kindernet als Ableger von Nickelodeon erneut auf Sendung. Die Sendezeit war anfangs von 6:00 bis 15:00 Uhr, seit dem 1. Oktober 2012 nur noch zwischen 6:00 und 9:00 Uhr, auf einer Frequenz mit Comedy Central Nederland. Der Programmschwerpunkt lag auf klassischen Kinder- und Zeichentrickprogrammen. Die Ausstrahlung von Kindernet endete am 31. Oktober 2013. 
Seit dem 1. November ist Comedy Central Nederland 24 Stunden lang auf dem Sendeplatz zu sehen.

## Sendungen
Sendungen waren unter anderem:
- Rugrats
- Heidi
- Alfred J. Kwak
- Wickie und die starken Männer
- David, der Kabauter
- Hey Arnold!